# Misión Permanente de México ante la Unión Europea y Bélgica

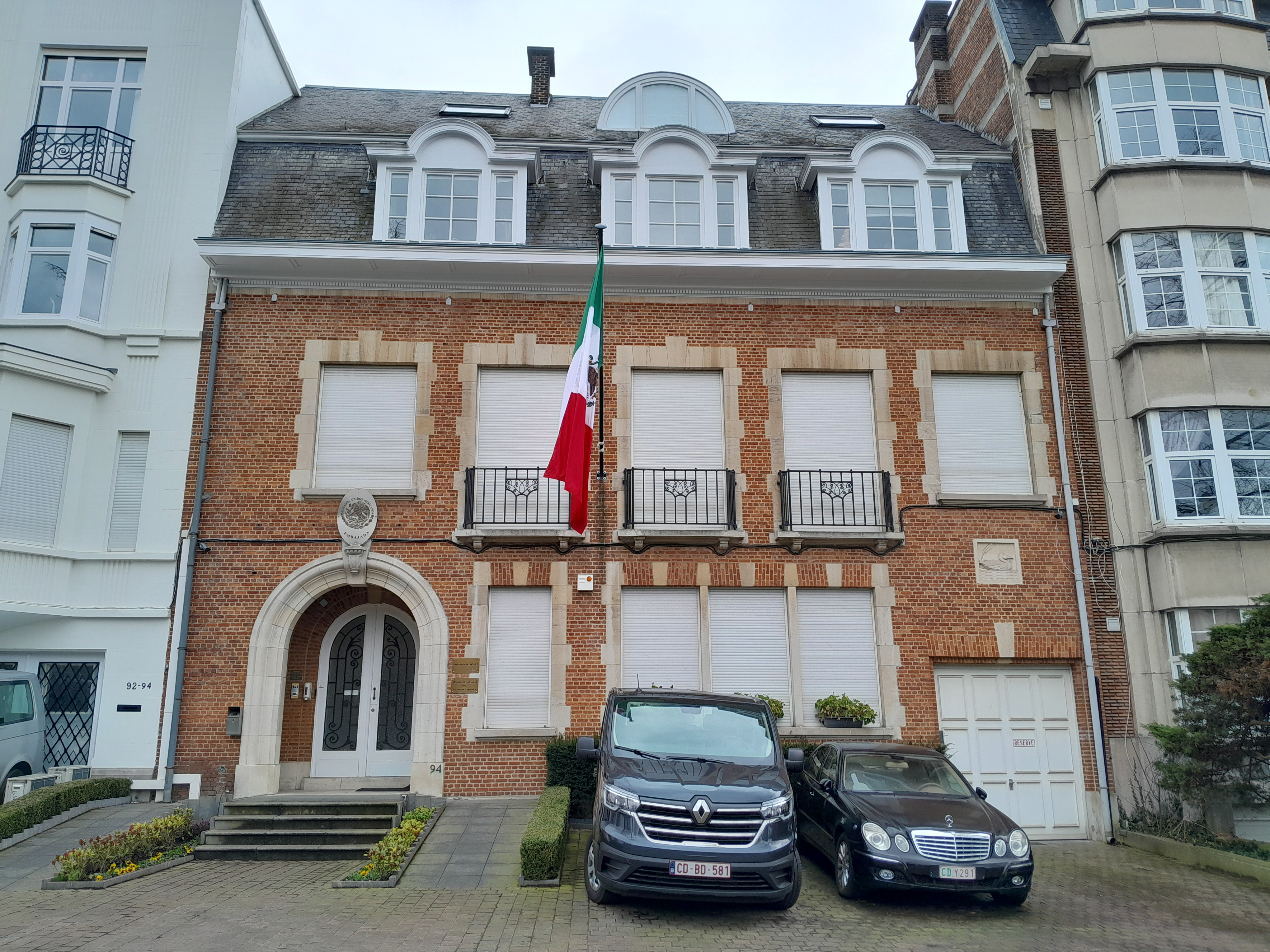
Embajada de México en Bruselas

La Embajada de México ante el Reino de Bélgica, el Gran Ducado de Luxemburgo, Misión ante la Unión Europea (como dice el nombre oficial) es una Misión Diplomática de México ante Bélgica y Luxemburgo, concurrente a la Unión Europea que se encuentra en Bruselas.
Desde 1957, la embajada es concurrente en Luxemburgo y, desde 1965 el nombramiento incluye la acreditación ante la Comunidad Económica Europea y actual Unión Europea.

## Embajadores ante Bélgica, Luxemburgo y la Unión Europea
| Representante | Título                                                                 | Nombramiento/ Ratificación                   | Presentación de Cartas Credenciales                                             | Fin de la misión         | Nombrado por                  |
| --- | ---------------------------------------------------------------------- | -------------------------------------------- | ------------------------------------------------------------------------------- | ------------------------ | ----------------------------- |
| Manuel Eduardo de Gorostiza | Encargado de negocios Ad Interim                                       | 1 de marzo de 1826                           | —                                                                               | 5 de junio de 1829       | Guadalupe Victoria            |
| Sebastián Mercado | Encargado de negocios Ad Interim                                       | 5 de junio de 1829                           | —                                                                               | 11 de octubre de 1834    | Vicente Guerrero              |
| Juan Nepomuceno de Pereda | Encargado de negocios Ad Interim                                       | 20 de octubre de 1846                        | —                                                                               | 25 de noviembre de 1847  | José Mariano Salas            |
| Andrés Negrete | Encargado de negocios Ad Interim                                       | 21 de mayo de 1853                           | 28 de octubre de 1853                                                           | 26 de noviembre de 1858  | Antonio López de Santa Anna   |
| Se suprime la legación. Francisco Facio colabora hasta 1861 como cónsul general de México en las Ciudades Hanseáticas. |                                                                        |                                              |                                                                                 |                          |                               |
| Francisco Serapio Mora | Enviado extraordinario y ministro plenipotenciario                     | 9 de enero de 1866                           | —                                                                               | 8 de diciembre de 1866   | Maximiliano I de México       |
| Luego del fusilamiento de Maximiliano de Habsburgo, Bélgica rompe relaciones diplomáticas con México de 1867 a 1880. |                                                                        |                                              |                                                                                 |                          |                               |
| Ángel Núñez de Ortega | Ministro residente/enviado extraordinario y ministro plenipotenciario  | 29 de julio de 1879 como ministro residente  | 27 de junio de 1889 como enviado extraordinario y ministro plenipotenciario     | 1 de mayo de 1890        | Porfirio Díaz                 |
| Jesús Zenil | Encargado de negocios Ad Interim                                       | 31 de enero de 1891                          | —                                                                               | 15 de diciembre de 1894  | Porfirio Díaz                 |
| Antonio de Mier y Celis | Enviado extraordinario y ministro plenipotenciario                     | 8 de noviembre de 1894                       | 19 de diciembre de 1894                                                         | 10 de julio de 1896      | Porfirio Díaz                 |
| Jesús Zenil | Ministro residente/enviado extraordinario y ministro plenipotenciario  | 6 de junio de 1896 como ministro residente   | 13 de noviembre de 1899 como enviado extraordinario y ministro plenipotenciario | 21 de julio de 1902      | Porfirio Díaz                 |
| Emilio Pardo | Enviado extraordinario y ministro plenipotenciario                     | 4 de junio de 1902                           | 16 de agosto de 1902                                                            | 16 de diciembre de 1904  | Porfirio Díaz                 |
| Luis G. Pardo | Encargado de negocios Ad Interim                                       | 16 de diciembre de 1904                      | —                                                                               | 2 de febrero de 1905     | Porfirio Díaz                 |
| Francisco León de la Barra | Enviado extraordinario y ministro plenipotenciario                     | 14 de diciembre de 1904                      | 5 de mayo de 1905                                                               | 14 de octubre de 1907    | Porfirio Díaz                 |
| Manuel J. Lizardi | Encargado de negocios Ad Interim                                       | 14 de octubre de 1907                        | —                                                                               | 10 de agosto de 1909     | Porfirio Díaz                 |
| Enrique Olarte | Enviado extraordinario y ministro plenipotenciario                     | 22 de enero de 1909                          | 15 de mayo de 1909                                                              | 24 de febrero de 1911    | Porfirio Díaz                 |
| Fidel Rodríguez Parra | Encargado de negocios Ad Interim                                       | 12 de marzo de 1909                          | —                                                                               | 31 de diciembre de 1910  | Porfirio Díaz                 |
| Federico Gamboa | Enviado extraordinario y ministro plenipotenciario                     | 7 de diciembre de 1910                       | 18 de abril de 1911                                                             | 29 de julio de 1913      | Porfirio Díaz                 |
| Carlos Pereyra | Enviado extraordinario y ministro plenipotenciario                     | 22 de julio de 1913                          | 25 de octubre de 1913                                                           | 31 de agosto de 1914     | Victoriano Huerta             |
| Miguel Covarrubias | Encargado de negocios                                                  | 5 de septiembre de 1914                      | —                                                                               | 20 de enero de 1915      | Venustiano Carranza           |
| Isidro Fabela | Agente Confidencial                                                    | 1 de mayo de 1915                            | —                                                                               | 4 de agosto de 1915      | Venustiano Carranza           |
| Juan Sánchez Azcona | Agente confidencial/enviado extraordinario y ministro plenipotenciario | 4 de agosto de 1915 como Agente Confidencial | 2 de septiembre de 1916 como enviado extraordinario y Ministro plenipotenciario | 17 de abril de 1917      | Venustiano Carranza           |
| José Gaxiola y del Castillo Negrete | Encargado de negocios Ad Interim                                       | 2 de septiembre de 1917                      | —                                                                               | 21 de marzo de 1920      | Venustiano Carranza           |
| Manuel Pérez Romero | Enviado extraordinario y ministro plenipotenciario                     | 1 de enero de 1920                           | 21 de marzo de 1920                                                             | 20 de septiembre de 1920 | Venustiano Carranza           |
| Luis G. Ricoy | Encargado de negocios Ad Interim                                       | 6 de marzo de 1920                           | —                                                                               | 20 de marzo de 1922      | Venustiano Carranza           |
| Julio Pani | Encargado de los Archivos de la Legación                               | 28 de abril de 1922                          | —                                                                               | 3 de enero de 1923       | Álvaro Obregón                |
| Efrén Rebolledo | Encargado de negocios Ad Interim                                       | 3 de enero de 1923                           | —                                                                               | 2 de enero de 1924       | Álvaro Obregón                |
| Gilberto Valenzuela Galindo | Enviado extraordinario y ministro plenipotenciario                     | 19 de noviembre de 1923                      | 22 de enero de 1924                                                             | 8 de diciembre de 1924   | Álvaro Obregón                |
| Rafael Cabrera | Enviado extraordinario y ministro plenipotenciario                     | 1 de enero de 1925                           | 25 de enero de 1925                                                             | 21 de junio de 1927      | Plutarco Elías Calles         |
| Salvador Martínez Mercado | Encargado de negocios Ad Interim                                       | 7 de febrero de 1927                         | —                                                                               | 22 de septiembre de 1927 | Plutarco Elías Calles         |
| Francisco Castillo Nájera | Enviado extraordinario y ministro plenipotenciario                     | 21 de junio de 1927                          | 22 de septiembre de 1927                                                        | 28 de junio de 1930      | Plutarco Elías Calles         |
| Ramón P. de Negri* | Enviado extraordinario y ministro plenipotenciario                     | 1 de junio de 1930                           | 23 de agosto de 1930                                                            | 15 de abril de 1933      | Pascual Ortiz Rubio           |
| Alfonso Cravioto | Enviado extraordinario y ministro plenipotenciario                     | 1 de mayo de 1933                            | 6 de julio de 1933                                                              | 5 de diciembre de 1934   | Abelardo L. Rodríguez         |
| Gonzalo N. Santos | Enviado extraordinario y ministro plenipotenciario                     | 1 de enero de 1934                           | 25 de enero de 1934                                                             | 1 de febrero de 1936     | Abelardo L. Rodríguez         |
| Fernando González Roa | Enviado extraordinario y ministro plenipotenciario                     | 1 de enero de 1936                           | —                                                                               | 20 de febrero de 1936    | Lázaro Cárdenas del Río       |
| Carlos Darío Ojeda Rovira | Enviado extraordinario y ministro plenipotenciario                     | 11 de marzo de 1936                          | 7 de mayo de 1936                                                               | 31 de diciembre de 1937  | Lázaro Cárdenas del Río       |
| Jaime Torres Bodet | Encargado de negocios Ad Interim                                       | 27 de diciembre de 1937                      | —                                                                               | 11 de mayo de 1940       | Lázaro Cárdenas del Río       |
| Gustavo Luders de Negri | Encargado de negocios Ad Interim                                       | 1 de diciembre de 1941                       | —                                                                               | 13 de septiembre de 1943 | Manuel Ávila Camacho          |
| José Maximiliano Alfonso de Rosenzweig Díaz | Enviado extraordinario y ministro plenipotenciario                     | 6 de agosto de 1943                          | 19 de octubre de 1943**                                                         | 20 de octubre de 1945    | Manuel Ávila Camacho          |
| José de Jesús Núñez y Domínguez | Enviado extraordinario y ministro plenipotenciario                     | 1 de enero de 1946                           | 18 de marzo de 1946                                                             | 18 de marzo de 1949      | Manuel Ávila Camacho          |
| Francisco Asís de Icaza y León | Enviado extraordinario y ministro plenipotenciario                     | 29 de marzo de 1949                          | 7 de abril de 1949                                                              | 31 de agosto de 1952     | Miguel Alemán Valdés          |
| Gustavo Ortiz Hernán | Encargado de negocios Ad Interim                                       | 31 de agosto de 1952                         | —                                                                               | 23 de octubre de 1953    | Miguel Alemán Valdés          |
| Federico Antonio Mariscal Abascal | Enviado extraordinario y ministro plenipotenciario                     | 31 de julio de 1953                          | 23 de octubre de 1953                                                           | 23 de octubre de 1954    | Adolfo Ruiz Cortines          |
| Joaquín Barrera Aceves | Encargado de negocios Ad Interim                                       | 1 de marzo de 1954                           | —                                                                               | 24 de diciembre de 1954  | Adolfo Ruiz Cortines          |
| Celestino Herrera Frimont | Encargado de negocios Ad Interim                                       | 24 de diciembre de 1954                      | —                                                                               | 6 de septiembre de 1957  | Adolfo Ruiz Cortines          |
| Francisco del Río y Cañedo | Embajador Extraordinario y Plenipotenciario                            | 19 de junio de 1957                          | 6 de septiembre de 1957                                                         | 1 de abril de 1959       | Adolfo Ruiz Cortines          |
| Primo Villa Michel | Embajador Extraordinario y Plenipotenciario                            | 1 de abril de 1959                           | 14 de julio de 1959                                                             | 17 de noviembre de 1964  | Adolfo López Mateos           |
| Emilio Calderón Puig | Embajador Extraordinario y Plenipotenciario                            | 24 de marzo de 1965                          | 13 de mayo de 1965                                                              | 1 de abril de 1971       | Gustavo Díaz Ordaz            |
| Roberto Martínez Le Clainche | Embajador Extraordinario y Plenipotenciario                            | 1 de abril de 1971                           | 21 de abril de 1971                                                             | 16 de diciembre de 1974  | Luis Echeverría Álvarez       |
| Ramón González Jameson | Embajador Extraordinario y Plenipotenciario                            | 1 de noviembre de 1974                       | 15 de enero de 1975                                                             | 9 de febrero de 1977     | Luis Echeverría Álvarez       |
| Gerardo Miguel Bueno Zirión | Embajador Extraordinario y Plenipotenciario                            | 1 de marzo de 1977                           | 19 de abril de 1977                                                             | 15 de septiembre de 1980 | José López Portillo           |
| Francisco Cuevas Cancino | Embajador Extraordinario y Plenipotenciario                            | 2 de octubre de 1980                         | 13 de noviembre de 1980                                                         | 13 de enero de 1983      | José López Portillo           |
| José Antonio Alberto González de León Quintanilla | Embajador Extraordinario y Plenipotenciario                            | 8 de marzo de 1983                           | 19 de julio de 1983                                                             | 2 de abril de 1986       | Miguel de la Madrid Hurtado   |
| Luis Weckmann | Embajador Extraordinario y Plenipotenciario                            | 13 de enero de 1986                          | 9 de julio de 1986                                                              | 7 de marzo de 1988       | Miguel de la Madrid Hurtado   |
| Alfredo del Mazo González | Embajador Extraordinario y Plenipotenciario                            | 7 de marzo de 1988                           | 14 de junio de 1988                                                             | 1 de agosto de 1990      | Miguel de la Madrid Hurtado   |
| Adolfo Enrique Hegewisch Fernández | Embajador Extraordinario y Plenipotenciario                            | 19 de julio de 1990                          | 14 de septiembre de 1990                                                        | 7 de agosto de 1993      | Carlos Salinas de Gortari     |
| Benito Manuel Armendáriz Etchegaray | Embajador Extraordinario y Plenipotenciario                            | 8 de julio de 1993                           | 14 de septiembre de 1993                                                        | 19 de julio de 1996      | Carlos Salinas de Gortari     |
| Carlos de Icaza González | Embajador Extraordinario y Plenipotenciario                            | 24 de junio de 1996                          | 25 de septiembre de 1996                                                        | 31 de enero de 1998      | Ernesto Zedillo Ponce de León |
| Víctor Manuel Rodríguez Arriaga | Embajador Extraordinario y Plenipotenciario                            | 2 de febrero de 1998                         | 17 de noviembre de 1998                                                         | 9 de enero de 2001       | Ernesto Zedillo Ponce de León |
| Porfirio Muñoz Ledo | Embajador Extraordinario y Plenipotenciario                            | 9 de abril de 2001                           | —                                                                               | 1 de julio de 2004       | Vicente Fox Quesada           |
| María de Lourdes Dieck Assad | Embajador Extraordinario y Plenipotenciario                            | 16 de septiembre de 2004                     | 25 de noviembre de 2004                                                         | 2007***                  | Vicente Fox Quesada           |
| Sandra Fuentes-Berain Villenave | Embajador Extraordinario y Plenipotenciario                            | 28 de marzo de 2007                          | 13 de julio de 2007                                                             | 2013                     | Felipe Calderón Hinojosa      |
| Juan José Ignacio Gómez Camacho | Embajador Extraordinario y Plenipotenciario                            | 4 de diciembre de 2013                       | 15 de febrero de 2014                                                           | 2015                     | Enrique Peña Nieto            |
| Eloy Cantú Segovia | Embajador Extraordinario y Plenipotenciario                            | 15 de diciembre de 2015                      | 6 de abril de 2016                                                              | 2018                     | Enrique Peña Nieto            |
| Mauricio Escanero Figueroa | Embajador Extraordinario y Plenipotenciario                            | 1 de marzo de 2018                           | 23 de mayo de 2018                                                              | 23 de junio de 2021      | Enrique Peña Nieto            |
| Rogelio Granguillhome Morfín | Embajador Extraordinario y Plenipotenciario                            | 27 de abril de 2021                          | 24 de junio de 2021                                                             | En el cargo              | Andrés Manuel López Obrador   |
| * Fernando Lagarde y Vigil fue Encargado de negocios de 1932 a 1933. **Manuel Maples Arce se desempeña como Encargado de negocios ante los gobiernos de Bélgica, Checoslovaquia y Holanda, del 8 de septiembre de 1943 al 1 de marzo de 1944, debido a la Segunda Guerra Mundial. ***Jorge Cícero Fernández fue Encargado de negocios de 2006 a 2007. |                                                                        |                                              |                                                                                 |                          |                               |